# 池田郵便局 (和歌山県)
池田郵便局（いけだゆうびんきょく）は、和歌山県紀の川市にある郵便局。民営化前の分類では集配特定郵便局であった。

## 概要
住所：〒649-6499 和歌山県紀の川市東大井332-5

## 沿革
- 1881年（明治14年）2月16日 - 北大井（きたおおい）郵便局（五等）として開設[1]。
- 1885年（明治18年）10月1日 - 貯金取扱を開始。
- 1890年（明治23年）4月1日 - 池田郵便局に改称。
- 1896年（明治29年）5月1日 - 為替取扱を開始。
- 1969年（昭和44年）7月11日 - 電話交換および和文電報配達業務を打田電報電話局に移管[2]。
- 1980年（昭和55年）6月23日 - 那賀郡打田町久留壁から同町東大井に移転。
- 2007年（平成19年）10月1日 - 民営化に伴い、併設された郵便事業岩出支店池田集配センターに一部業務を移管。
- 2012年（平成24年）10月1日 - 日本郵便株式会社の発足に伴い、郵便事業岩出支店池田集配センターを池田郵便局に統合。

## 取扱内容
- 郵便、印紙、ゆうパック、内容証明
- 貯金、為替、振替、振込、国際送金、国債
- 生命保険、バイク自賠責保険
- ゆうちょ銀行ATM
- 紀の川市内の一部地域（旧打田町域：郵便番号649-64xx地域）の集配業務

## 風景印
- 図案はカヌーとハンググライダー、史跡紀伊国分寺。局名表示は「和歌山池田」
- 使用開始日は1997年（平成9年）9月9日

## 周辺
- 紀の川市役所（旧・打田町役場）
- 紀の川市立打田中学校
- 国道24号

## アクセス
- JR和歌山線 打田駅から北へ500m（徒歩約8分）
- 紀の川市地域巡回バス 紀の川市役所停留所下車、東へ200m
- 阪和自動車道 和歌山ICから東へ約15km
- 駐車場あり：6台